# Escultura de Luis Riera Posada

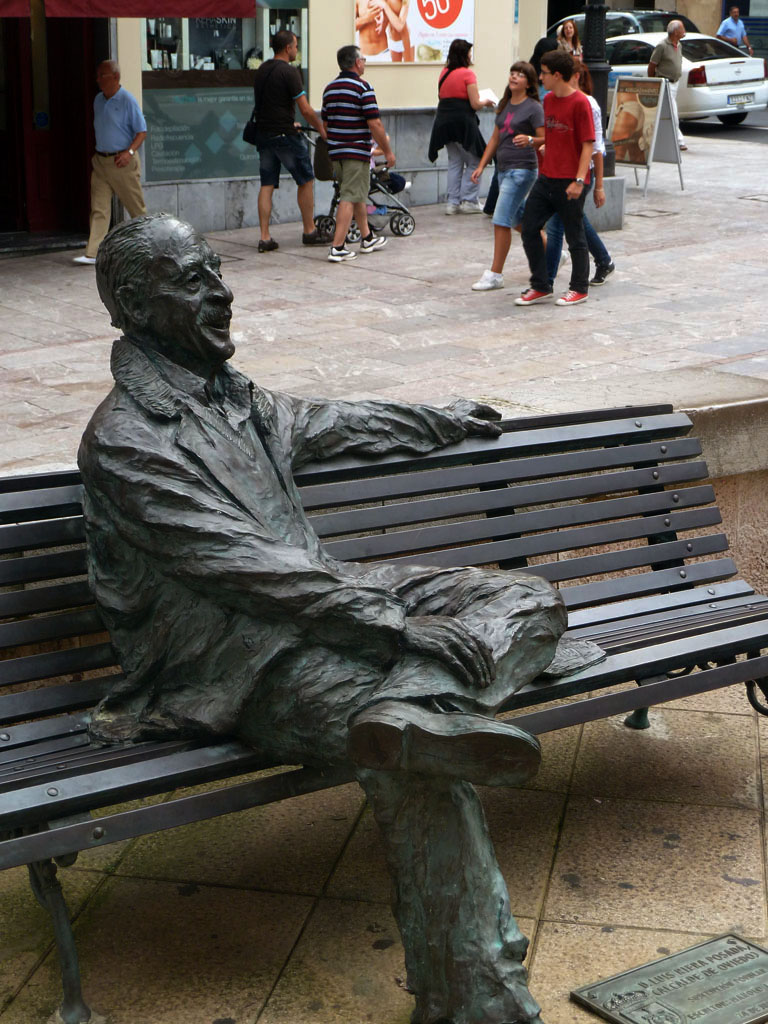
Escultura de Luis Riera Posada.

La escultura de Luis Riera Posada, ubicada en la plaza de la iglesia de San Juan el Real, en la ciudad de Oviedo, Principado de Asturias, España, es una de las más de un centenar de esculturas urbanas que adornan las calles de la mencionada ciudad española.
El paisaje urbano de esta ciudad se ve adornado por obras escultóricas, generalmente monumentos conmemorativos dedicados a personajes de especial relevancia en un primer momento, y más puramente artísticas desde finales del siglo XX.
La escultura, hecha en bronce, es obra de Manuel García Linares, y está datada en 2008.
La idea de erigir una estatua homenaje al que fuera el primer alcalde de la democracia de Oviedo, desempeñando el cargo de 1979 a 1983, Luis Riera Posada (1923-2007), partió de un grupo de amigos y compañeros de Luis Riera, y se sufragó a través de una cuestación popular.
La estatua está ubicada en el que fuera el lugar favorito de Luis Riera. Se presenta al alcalde sentado en un banco, en una postura que podría calificarse de característica de este singular político asturiano. A su lado se muestran por lado una guía de Oviedo y por otro, un ejemplar del diario ovetense El Carbayón.